# Cangetta aurantiaca
Cangetta aurantiaca là một loài bướm đêm trong họ Crambidae.